# Naïf (Malika Ayane)
| Recensione | Giudizio |
| ---------- | -------- |
| Rockol     | 8/10     |

Naïf è il quarto album in studio della cantante italiana Malika Ayane, pubblicato il 12 febbraio 2015 dalla Sugar Music.
L'album contiene il singolo Adesso e qui (nostalgico presente) presentato al Festival di Sanremo 2015 e classificato al terzo posto. L'edizione digitale contiene anche la cover del brano Vivere di Vasco Rossi, cantata nella terza serata dedicata alla musica italiana del Festival di Sanremo 2015.
L'album è stato registrato tra Milano, Berlino e Parigi nel 2014. Elogia il vivere la vita al presente, cambiando continuamente punti di vista. È il primo album con canzoni dance dell'artista.
L'album ha ricevuto la certificazione di disco di platino per le oltre 50 000 copie vendute.

## Significato
Naïf è molto diverso dalle produzioni precedenti della cantante per la scelta di suono: l'album trae ispirazione dalle musiche da ballo africane e sudamericane. I testi parlano dell'importanza di vivere il presente, del tempo, tra presenti e attimi, e del cambiare continuamente punto di vista.
L'ispirazione per il titolo Naïf è giunta alla cantante durante una visita in Marocco (paese nativo del padre). Malika ha visto in questa parola la perfetta sintesi di ciò che rappresentano le tracce del suo disco, ovvero ingenuità, semplicità, per questo ha deciso di usarla come titolo del suo album.
Adesso e qui (nostalgico presente) è stata scritta da Malika Ayane e Pacifico e la musica composta da Giovanni Caccamo e Alessandra Flora. È un brano ispirato al cinema francese. Parla dell'importanza del presente per gli amanti, un presente nostalgico perché può portare ad avere delle aspettative sbagliate. Invece, per quanto riguarda i protagonisti di questa storia, essi sono ben consapevoli del presente e ne sono felici.

## Produzione
L'album è stato scritto nel 2014 tra Milano, Parigi e Berlino. Le parti vocali di Malika Ayane sono registrate in soli 15 giorni. I testi delle canzoni sono scritti tutti da Malika Ayane, con l'aiuto di Pacifico. La cantante ha dichiarato all'ANSA:

## Tracce
1. Lentissimo – 3:30 (testo: Malika Ayane, Pacifico – musica: Bungaro, Giulia Anania, Cesare Chiodo)
2. Senza fare sul serio – 3:34 (testo: Malika Ayane, Pacifico – musica: Matteo Buzzanca, Edwyn Clark Roberts)
3. Tempesta – 3:36 (testo: Malika Ayane, Pacifico – musica: Shridhar Solanki, Simon Wilcox, Sid Solanki)
4. Blu – 3:14 (testo: Malika Ayane, Pacifico – musica: Shridhar Solanki, Chelsea Williams, Nolan Lambroza)
5. Ansia da felicità (Sonntag Living) – 3:50 (testo: Malika Ayane, Pacifico – musica: Rachele Bastreghi, Matteo Buzzanca)
6. Cose che ho capito di me (?) – 3:11 (testo: Malika Ayane, Pacifico – musica: François Villevieille)
7. Adesso e qui (nostalgico presente) – 3:51 (testo: Malika Ayane, Pacifico – musica: Giovanni Caccamo, Alessandra Flora)
8. Dimentica domani – 4:13 (testo: Malika Ayane, Pacifico – musica: Antonino Di Martino, Matteo Buzzanca)
9. Non detto – 3:59 (testo: Malika Ayane – musica: Richard Nadaraj Allman Brown)
10. Chiedimi se – 2:50 (testo: Malika Ayane, Pacifico – musica: Helen Boulding, Nikolaj Jesperson Bloch)

Traccia bonus nell'edizione di iTunes
1. Vivere – 3:51 (Vasco Rossi, Tullio Ferro, Massimo Riva) – originariamente interpretata da Vasco Rossi

## Classifiche

### Classifiche settimanali
| Classifica (2015) | Posizione massima |
| ----------------- | ----------------- |
| Italia            | 9                 |

### Classifiche di fine anno
| Classifica (2015) | Posizione |
| ----------------- | --------- |
| Italia            | 38        |

## Tour

### Naïf Tour
A maggio del 2015 la Ayane annuncia le prime date del tour, che la terranno impegnata tra ottobre e dicembre 2015, 
portandola nei principali teatri italiani. Nei mesi di preparazione del tour la cantante ha dichiarato che il tour sarà improntato su ritmiche ruvide e strumenti "originali" e analogici, usando l'ambiente del teatro come una grande cassa di risonanza. Ha anche dichiarato di voler riprodurre in tour il varietà tipico degli show di Bing Crosby e Frank Sinatra. La cantante viene accompagnata sul palco da una band di nove elementi, che insieme a lei eseguono i brani del disco Naif e dei precedenti lavori discografici, suonando strumenti in pieno stile naif come grattugie e campanacci Ad accompagnare la Ayane ci sarà un gruppo di 4 ballerini con i quali la cantante stessa esegue coreografie di danza sulle note delle sue canzoni, che permettono al concerto di raggiungere le dimensioni di un cabaret. Le tappe del tour sono aperte da artisti emergenti. La scenografia adottata dalla cantante risulta essere minimal, ma non mancano accorgimenti tecnici come nel caso della scalinata centrale, del soppalco che divide la band dal palco stesso e da alcuni teli neri su cui vengono proiettate delle immagini di Malika. Il soffitto è decorato da tre anelli, uno dei quali, a sua volta costituito da vari anelli luminosi intrecciati, durante il concerto scende ed avvolge la cantante, in uno dei momenti più scenografici dello spettacolo. Sul palco è anche installata una ruota, simile alla "ruota della fortuna", mediante cui la cantante sceglie casualmente una canzone da inserire in scaletta.

### Naïf Club Tour
Il 13 gennaio 2016 vengono annunciate le tappe di un nuovo tour in partenza ad aprile 2016, mediante un comunicato stampa che spiega che il tour nasce "per scandagliare la parte più essenziale, elettronica e randagia di 'Naif', ma anche per dare nuova vita a brani meno noti e successi riarrangiati con gusto inaspettato". Il tour si svolge prevalentemente in club italiani e sul palco ad accompagnarla ci saranno i cinque musicisti storici: Carlo Gaudiello, Marco Mariniello, Leif Searcy, Stefano Brandoni e Giulia Monti.

### Naïf En Plein Air Tour
Il tour parte il primo luglio dall'anfiteatro dell'anima di Cervere e viene descritto dall'artista come un viaggio musicale che unisce le due anime di “Naif”, quella più acustica ispirata alle atmosfere delle sale da ballo anni sessanta, al varietà e ai ritmi tribali e caraibici insieme all'anima più randagia e urbana dai suoni elettrici e le influenze della club culture di Berlino e Londra. Sul palco per le nove date del tour viene accompagnata da: Carlo Gaudiello (pianoforte), Marco Mariniello (basso), Leif Searcy (batteria), Stefano Brandoni (chitarre), Giulia Monti (violoncello), Daniele Parziani (violino), Moreno Falciani, Andrea Andreoli e Giampaolo Mazzamuto (fiati) e Daniele Di Gregorio (marimba, vibrafono, percussioni).

### Tappe
| Naïf Tour 2015 | Naïf Tour 2015    | Naïf Tour 2015                 |
| -------------- | ----------------- | ------------------------------ |
| 8 ottobre      | Vigevano          | Teatro Cagnoni (data zero)     |
| 12 ottobre     | Milano            | Teatro Nazionale               |
| 13 ottobre     | Milano            | Teatro Nazionale               |
| 16 ottobre     | Bergamo           | Teatro Bergamo                 |
| 17 ottobre     | Mantova           | Teatro Palabam                 |
| 19 ottobre     | Bologna           | Teatro Europaditorium          |
| 20 ottobre     | Genova            | Politeama Genovese             |
| 21 ottobre     | Brescia           | Palabanco                      |
| 26 ottobre     | Torino            | Teatro Colosseo                |
| 28 ottobre     | Firenze           | Teatro Verdi                   |
| 29 ottobre     | Assisi            | Teatro Lyrick                  |
| 3 novembre     | Roma              | Auditorium della Conciliazione |
| 4 novembre     | Cosenza           | Teatro Rendano                 |
| 7 novembre     | Vicenza           | Teatro Comunale                |
| 8 novembre     | Parma             | Teatro Regio                   |
| 10 novembre    | Napoli            | Teatro Augusteo                |
| 11 novembre    | Pescara           | Teatro Massimo - Sala 1        |
| 12 novembre    | Senigallia        | Teatro La Fenice               |
| 14 novembre    | Campione d'Italia | Casinò Campione d'Italia       |
| 15 novembre    | Trento            | Teatro Auditorium Santa Chiara |
| 16 novembre    | Udine             | Teatro Nuovo Giovanni da Udine |
| 23 novembre    | Lecce             | Teatro Politeama               |
| 24 novembre    | Bari              | Teatro Team                    |
| 26 novembre    | Reggio Calabria   | Teatro Cilea                   |
| 27 novembre    | Catania           | Teatro Metropolitan            |
| 28 novembre    | Palermo           | Teatro Golden                  |
| 30 novembre    | Milano            | Teatro Nazionale               |
| 3 dicembre     | Lugano            | Palazzo dei Congressi          |
| 8 dicembre     | Cagliari          | Teatro Lirico di Cagliari      |
| 9 dicembre     | Sassari           | Teatro Comunale                |
| 11 dicembre    | Sanremo           | Teatro Ariston                 |

| Naïf Club tour 2016 | Naïf Club tour 2016 | Naïf Club tour 2016         |
| Data (2016)         | Città               | Sede                        |
| ------------------- | ------------------- | --------------------------- |
| 1 aprile            | Cesena              | Vidia Rock Club (data zero) |
| 7 aprile            | Collesalvetti       | Villa del Colle             |
| 8 aprile            | Siena               | Papillon                    |
| 14 aprile           | Torino              | Teatro della Concordia      |
| 15 aprile           | Saint Vincent       | Palais                      |
| 16 aprile           | Fontanero D'Agogna  | Phenomenon                  |
| 18 aprile           | Milano              | Tunnel                      |
| 19 aprile           | Milano              | Tunnel                      |
| 20 aprile           | Milano              | Tunnel                      |
| 22 aprile           | Grottamare          | Container                   |
| 23 aprile           | Taneto di Gattatico | Fuori Orario                |
| 24 aprile           | Brescia             | Lattepiù                    |
| 28 aprile           | Napoli              | Casa Della Musica           |
| 29 aprile           | Maglie              | Industrie musicali          |
| 30 aprile           | Bari                | New Demodé                  |

| Naif En Plein Air Tour | Naif En Plein Air Tour | Naif En Plein Air Tour                 |
| Data (2016)            | Città                  | Sede                                   |
| ---------------------- | ---------------------- | -------------------------------------- |
| 1 luglio               | Cervere                | Anfiteatro Dell'Anima                  |
| 4 luglio               | Carpi                  | Carpi Summer Fest                      |
| 5 luglio               | Roma                   | Auditorium Parco della Musica (Cavea)  |
| 9 luglio               | Porto Recanati         | Arena Gigli                            |
| 19 luglio              | Firenze                | MusArt Festival, piazza SS. Annunziata |
| 26 luglio              | Taormina               | Teatro Antico                          |
| 4 agosto               | Pescara                | Teatro D'Annunzio                      |
| 6 agosto               | Barletta               | Fossato del castello                   |
| 7 agosto               | Ostuni                 | Cava Anfiteatro San Giovanni           |

### Scaletta
1. Blu
2. Tre cose
3. Tempesta
4. Medusa
5. Lentissimo
6. Ansia da felicità (Sonntag Living)
7. Dimentica domani
8. Ricomincio da qui
9. Cose che ho capito di me (?)
10. Mars
11. Thoughts and clouds
12. Sospesa
13. Feeling better
14. Come foglie
15. Controvento
16. La prima cosa bella
17. Cosa hai messo nel caffè
18. E se poi
19. Satisfy my soul
20. Non detto
21. Chiedimi se
22. Senza fare sul serio
23. Adesso e qui (Nostalgico presente)
24. Canzone proposta dal pubblico